# Bassaricyon pauli
Espèce
Statut de conservation UICN

 DD  : Données insuffisantes
L'olingo de Chiriquí (Bassaricyon pauli) est une espèce d'olingo vivant en Amérique du Sud, tout du moins au Panama.